# Polyrhachis mackayi
Polyrhachis mackayi é uma espécie de formiga do gênero Polyrhachis, pertencente à subfamília Formicinae.